# Escudo de Cúcuta
El escudo de armas de Cúcuta es el emblema que identifica a la ciudad colombiana de San José de Cúcuta, ubicada en el departamento de Norte de Santander.
Aunque Cúcuta es una ciudad relativamente antigua (fundada en 1733), no poseía en absoluto insignias que la identificaran. Es por ello que para el año 1958 se le hizo una solicitud a la Academia de Historia de Norte de Santander, para que se realizara una investigación sobre un posible escudo de armas desconocido o para diseñar uno. El escudo presentado entonces por la academia fue adoptado mediante el decreto n.º 32 del 3 de febrero de 1958.
En ese tiempo era gobernador del Departamento el coronel Jorge Ordóñez Valderrama; alcalde de la ciudad el doctor Aziz Colmenares Abrahim; secretario de Gobierno, Carlos Pérez Escalante; de Hacienda, Gustavo Rodríguez Duarte y de Obras Públicas, Arturo Mutis Duplat.

## Blasonado
Escudo cortado: Primero, en campo de oro, cinco flores de lis, ajedrezadas de plata y gules. Segundo, de azur, un hacecillo de lanzas con la segur, arcos y flechas cruzadas, atadas en cinta tricolor por la parte interior, acompañado de dos cornucopias llenas de flores y frutos. Orla de plata, con el lema en letras de sable: “MUY NOBLE, VALEROSA Y LEAL VILLA DE SAN JOSÉ DE CÚCUTA”.

## Diseño y características
La forma del escudo es cuadrilonga (es decir rectangular en su parte superior y redondeada en la parte inferior) y lleva por divisa en una bordura de color plateado, el título conferido a la ciudad por Cédula Real del Carlos IV rey de España de “Muy noble, Valerosa y Leal Villa de San José de Cúcuta”.
El escudo posee dos divisiones. En la superior se ubican las armas de doña Juana Rangel de Cuéllar, quien donó los terrenos para la fundación de la ciudad el 17 de junio de 1733. Las armas de doña Juana eran 5 flores de lis colocadas en forma de aspa, de color plata y rojo en fondo de oro.
En la división inferior el escudo ostenta las armas que por Ley del 6 de octubre de 1821 adoptó el Congreso Nacional reunido en la Villa del Rosario para la Gran Colombia (y que hoy día son las armas del departamento de Norte de Santander). Consiste en un hacecillo de lanzas, con hacha atravesada, arcos y flechas, atados con cinta tricolor; las lanzas eran atributos de los cónsules romanos; el hacha, símbolo del derecho de la vida o muerte; el arco y las flechas eran atributo de la raza indohispana que habitaba la región.